# Chavanges
Cet article possède un paronyme, voir Chavagnes.
Chavanges est une commune française, située dans le département de l'Aube en région Grand Est.

## Géographie
| Saint-Utin Marne     | Margerie-Hancourt Marne | Arrembécourt |
| Pars-lès-Chavanges   | Chavanges               | Joncreuil    |
| Montmorency-Beaufort | Villeret                | Lentilles    |

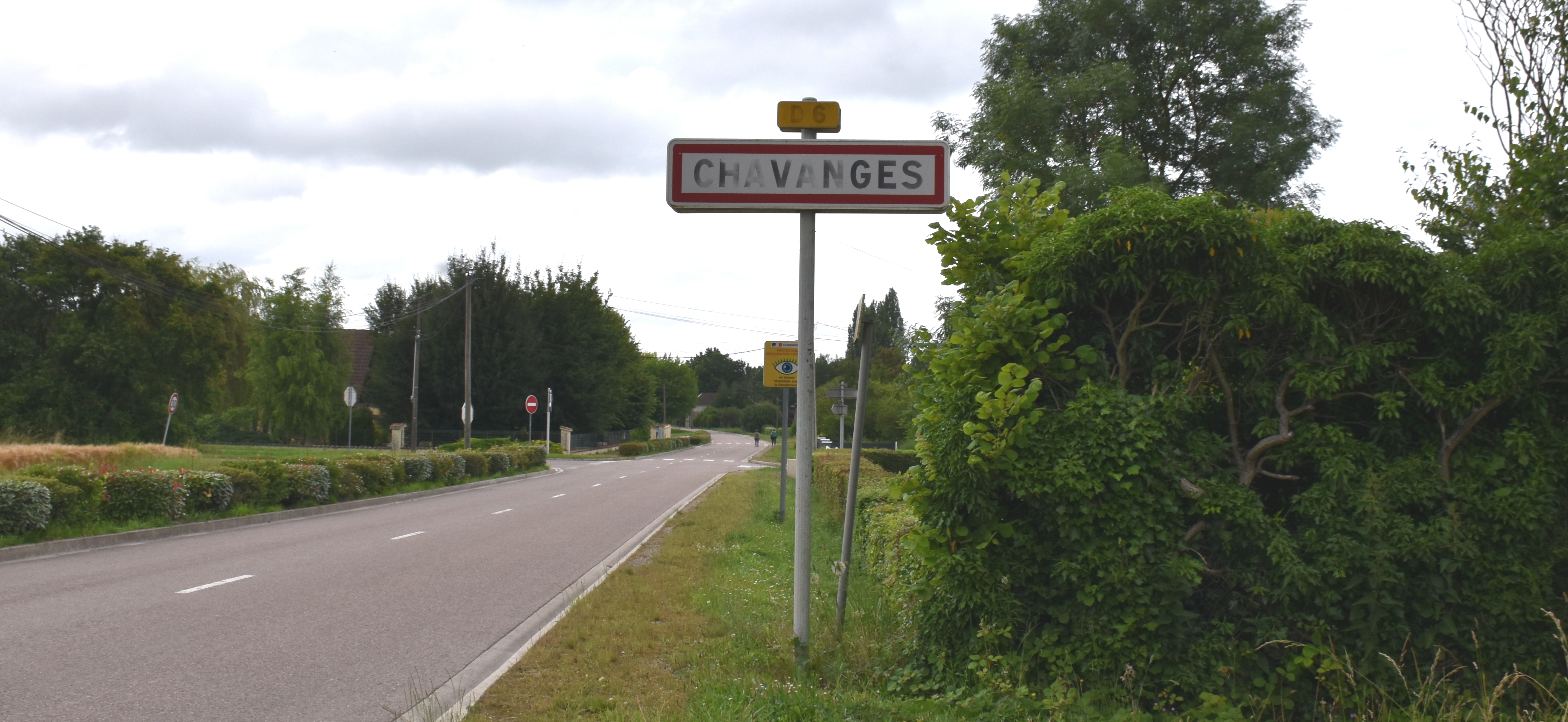
Une entrée du village.

Avec des lieux-dits : la Chaussée, Chemin-des-Poissonniers, la Closure, la Cour-de-la-Brau, la Croix-Gaudri, les Folies, Fontaine-au-Peuple, Fontenay, les Grands-Jardins, le Haut-du-Guet, Jean-de-Bray, Mallet, Ormel, le Rateu, Saint-Georges, Tannières sur un cadastre de 1839.

### Chassericourt
Avec des lieux-dits : la Belle-Croix, le Chatelier, Moscou, la Motte, le Moulin-à-vent, Nuisement, Saint-Gengoul, la Sibérie sur un cadastre de 1841.

### Hydrographie
La commune est dans la région hydrographique « la Seine de sa source au confluent de l'Oise (exclu) » au sein du bassin Seine-Normandie. Elle est drainée par le Ravet, le ruisseau de Chavanges, le cours d'eau 01 de la Sibérie, le cours d'eau 02 de Verseuil, le Fossé 01 de la Forêt de Lentilles, le Fossé 01 du Chanet, le ruisseau du Peigne et le ruisseau Fosse des Marais,.
Le Ravet, d'une longueur de 16 km, prend sa source dans la commune  et se jette  dans la Seine à Brillecourt, après avoir traversé six communes.

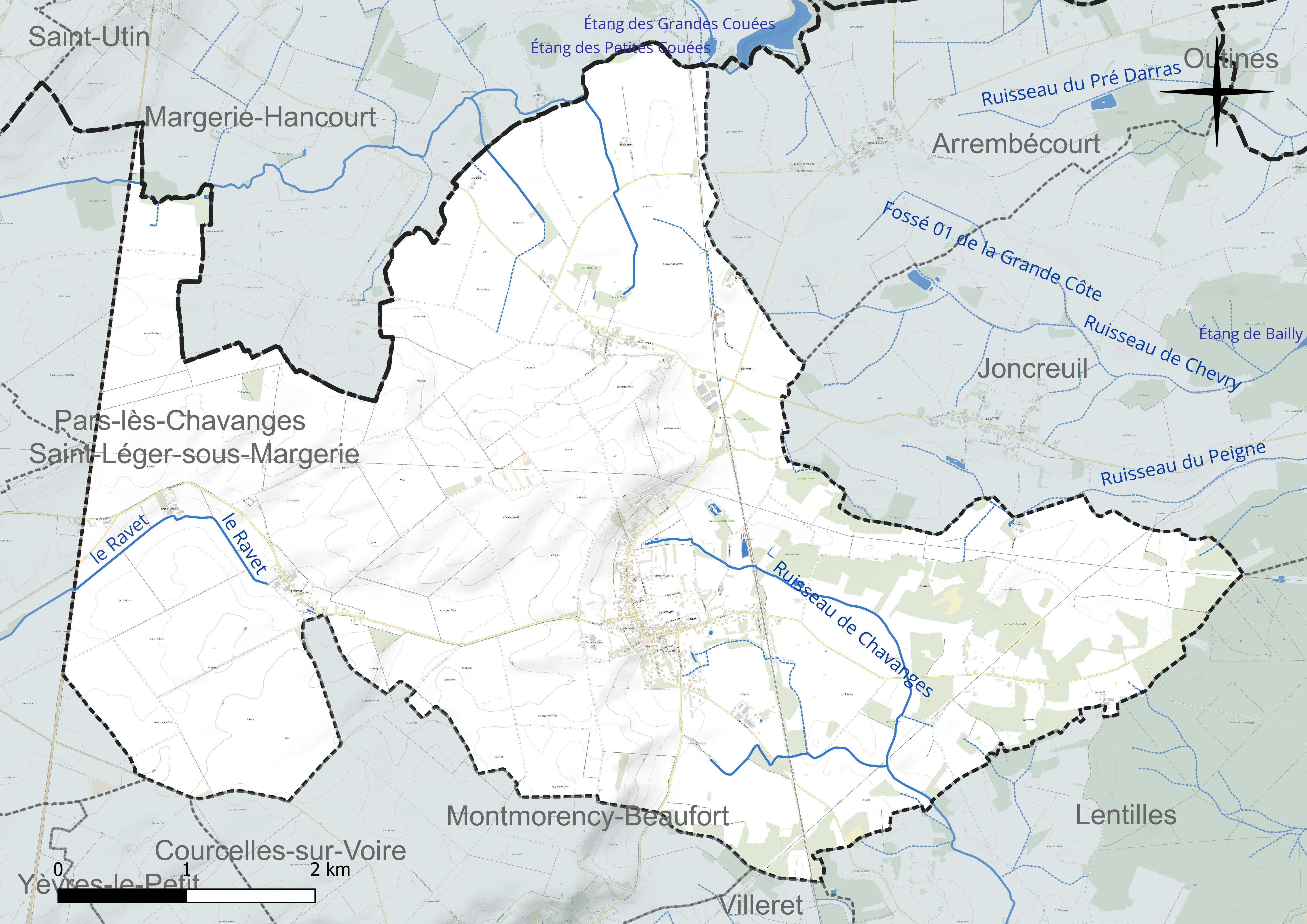
Réseau hydrographique de Chavanges.

### Climat
Pour des articles plus généraux, voir Climat du Grand Est et Climat de l'Aube.
En 2010, le climat de la commune est de type climat océanique dégradé des plaines du Centre et du Nord, selon une étude du Centre national de la recherche scientifique s'appuyant sur une série de données couvrant la période 1971-2000. En 2020, Météo-France publie une typologie des climats de la France métropolitaine dans laquelle la commune est exposée à un climat océanique altéré et est dans une zone de transition entre les régions climatiques « Nord-est du bassin Parisien » et « Lorraine, plateau de Langres, Morvan ».
Pour la période 1971-2000, la température annuelle moyenne est de 10,5 °C, avec une amplitude thermique annuelle de 15,9 °C. Le cumul annuel moyen de précipitations est de 784 mm, avec 12,3 jours de précipitations en janvier et 8,5 jours en juillet. Pour la période 1991-2020, la température moyenne annuelle observée sur la station météorologique de Météo-France la plus proche, « Mathaux-Étape », sur la commune de Mathaux à 17 km à vol d'oiseau, est de 11,5 °C et le cumul annuel moyen de précipitations est de 733,9 mm. 
La température maximale relevée sur cette station est de 41,5 °C, atteinte le 25 juillet 2019 ; la température minimale est de −18 °C, atteinte le 2 janvier 1997,,.
Les paramètres climatiques de la commune ont été estimés pour le milieu du siècle (2041-2070) selon différents scénarios d'émission de gaz à effet de serre à partir des nouvelles projections climatiques de référence DRIAS-2020. Ils sont consultables sur un site dédié publié par Météo-France en novembre 2022.

## Urbanisme

### Typologie
Au 1er janvier 2024, Chavanges est catégorisée commune rurale à habitat dispersé, selon la nouvelle grille communale de densité à 7 niveaux définie par l'Insee en 2022.
Elle est située hors unité urbaine et hors attraction des villes,.

### Occupation des sols
L'occupation des sols de la commune, telle qu'elle ressort de la base de données européenne d’occupation biophysique des sols Corine Land Cover (CLC), est marquée par l'importance des territoires agricoles (91,7 % en 2018), une proportion sensiblement équivalente à celle de 1990 (91,2 %). La répartition détaillée en 2018 est la suivante : 
terres arables (80,8 %), prairies (6,1 %), forêts (5,9 %), zones agricoles hétérogènes (4,8 %), zones urbanisées (2,3 %). L'évolution de l’occupation des sols de la commune et de ses infrastructures peut être observée sur les différentes représentations cartographiques du territoire : la carte de Cassini (XVIIIe siècle), la carte d'état-major (1820-1866) et les cartes ou photos aériennes de l'IGN pour la période actuelle (1950 à aujourd'hui).

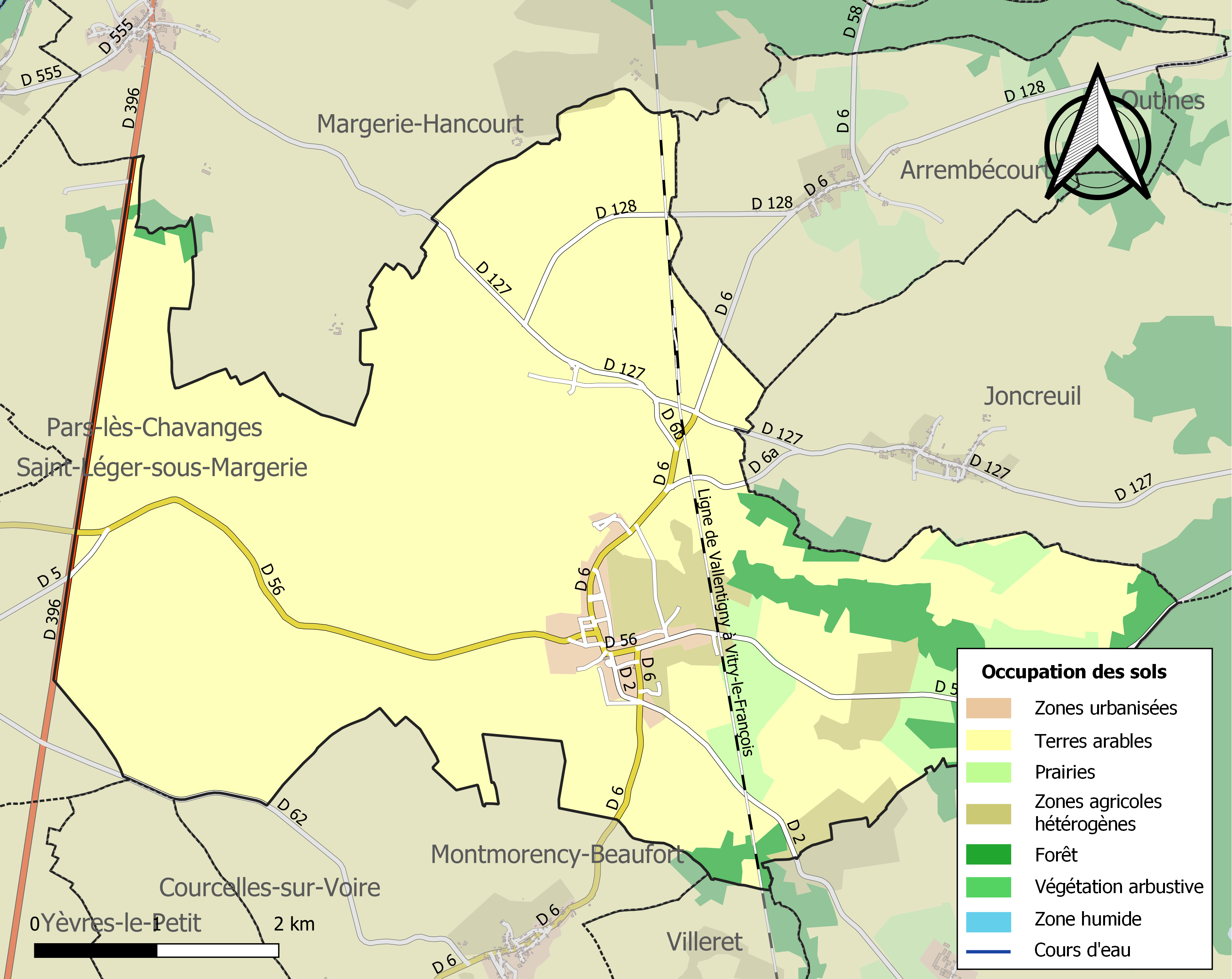
Carte des infrastructures et de l'occupation des sols de la commune en 2018 (CLC).

## Histoire
Il y avait des habitants gallo-romains, un cercueil de pierre fut trouvé en plus du squelette, des armes, des monnaies et des poteries, en 1861.
En 753, le village est cité comme appartenant au pagus d'Arcis. Au XVIIIe siècle, il y avait marché chaque samedi mais aussi une foire à Pâques, à la Saint-Jean, à la Saint-François d'octobre et à la Saint-Martin.
En 1789, la commune dépendait de l'intendance et de la généralité de Champagne, de l'élection de Vitry et du bailliage de Chaumont. En 1841, les sœurs de la Providence de Troyes avaient une maison au village.

### Chassericourt
Une mention de 1075 cite le village dont la paroisse était une succursale de Arrembécourt. L'église sous le vocable de Gengoul était du XVIe siècle.

### Le Châtelier
Ancien fief relevant de Rosnay qui était sur la commune de Chassericourt, c'était le siège d'une prévôté et qui avait un château fort. Le dit château est cité en 1557 comme ayant maison, cour, colombier, granges et étables, une tour servant de prison ; le tout ceint de fossés, il était encore en partie visible en 1861.

### Tanières
Ancien fief dépendant de Rosnay, le comte de Champagne y avait des terres et des coutumes et recevait, en arrière fief l'hommage du seigneur particulier. Si la dame de Tannières, en 1275 y avait maison forte entourée de fossés, en 1604, ce n'était plus qu'une métairie. Il y avait des moulins, un en 1590 qui fut détruit et un autre, à vent en an II. En 1708, Louis-Samson Drouot est bailli et lieutenant en la justice de Tasnier.

## Carte de Cassini

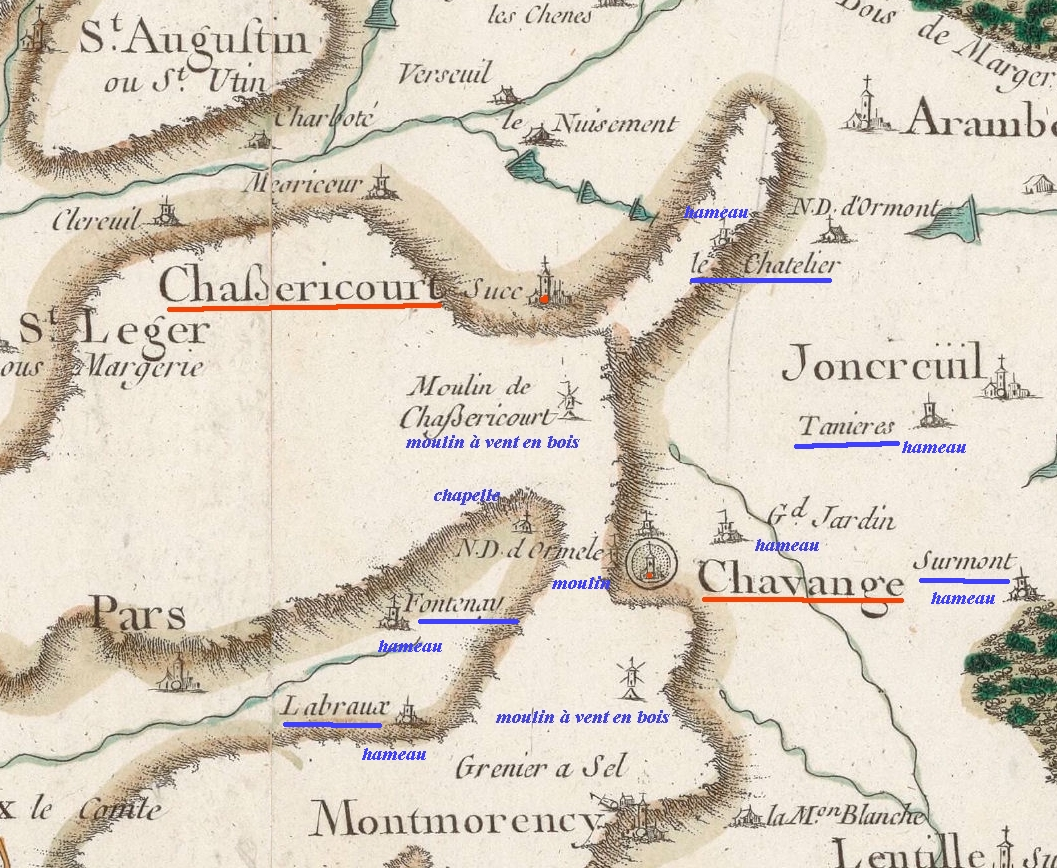
Carte de Cassini de Chavange-Chassericourt. (vers 1750)

La carte de Cassini montre qu'au XVIIIè siècle, Chavanges (qui s'écrit alors sans le S final) est un bourg avec une église; Chassericourt est une succursale, donc le village  possède une église, mais pas de prêtre à demeure.

Aucune route pavée n'est représentée sur la carte; les villages étaient reliés par des chemins de terre.

Trois moulins en bois aujourd'hui disparus figurent sur la carte.

A l'ouest de Chavanges est représentée la chapelle Notre-Dame d'Ormele aujourd'hui également disparue.
La carte comporte nombreux hameaux dont les fermes existent encore de nos jours: Labraux, Surmont, Tanières, Fontenay, Le Châtelier.

## Politique et administration
| Période                                  | Période   | Identité           | Étiquette | Qualité     |
| ---------------------------------------- | --------- | ------------------ | --------- | ----------- |
|                                          | 1860      | Vauchelet          |           |             |
| 1953                                     | 1962      | Paul Robert        | sans      | Agriculteur |
| 1962                                     | 1989      | Pierre Maitrot     |           | Vétérinaire |
| 1989                                     | mars 2001 | Bernard Hecquet    |           |             |
| mars 2001                                | mai 2020  | Guy Pierson        | NC-UDI    | Retraité    |
| mai 2020                                 | En cours  | Daniel Chauchefoin |           |             |
| Les données manquantes sont à compléter. |           |                    |           |             |

## Démographie
L'évolution du nombre d'habitants est connue à travers les recensements de la population effectués dans la commune depuis 1793. Pour les communes de moins de 10 000 habitants, une enquête de recensement portant sur toute la population est réalisée tous les cinq ans, les populations de référence des années intermédiaires étant quant à elles estimées par interpolation ou extrapolation. Pour la commune, le premier recensement exhaustif entrant dans le cadre du nouveau dispositif a été réalisé en 2008.

En 2022, la commune comptait 580 habitants, en évolution de −2,36 % par rapport à 2016 (Aube : +0,7 %, France hors Mayotte : +2,11 %).
| 1793 | 1800 | 1806 | 1821  | 1831  | 1836  | 1841  | 1846  | 1851  |
| ---- | ---- | ---- | ----- | ----- | ----- | ----- | ----- | ----- |
| 785  | 814  | 980  | 1 066 | 1 081 | 1 060 | 1 093 | 1 083 | 1 085 |

| 1856  | 1861 | 1866 | 1872 | 1876 | 1881  | 1886 | 1891 | 1896 |
| ----- | ---- | ---- | ---- | ---- | ----- | ---- | ---- | ---- |
| 1 060 | 970  | 994  | 973  | 911  | 1 011 | 933  | 912  | 863  |

| 1901 | 1906 | 1911 | 1921 | 1926 | 1931 | 1936 | 1946 | 1954 |
| ---- | ---- | ---- | ---- | ---- | ---- | ---- | ---- | ---- |
| 835  | 840  | 804  | 761  | 734  | 718  | 722  | 693  | 645  |

| 1962 | 1968 | 1975 | 1982 | 1990 | 1999 | 2006 | 2008 | 2013 |
| ---- | ---- | ---- | ---- | ---- | ---- | ---- | ---- | ---- |
| 672  | 818  | 721  | 695  | 728  | 689  | 667  | 661  | 597  |

| 2018 | 2022 | - | - | - | - | - | - | - |
| ---- | ---- | - | - | - | - | - | - | - |
| 588  | 580  | - | - | - | - | - | - | - |

## Lieux et monuments
- Église consacrée à saint Georges.
- Église Saint-Gengoul de Chasséricourt.
- Le monument aux morts, œuvre de l'artiste Eugène Bénet intitulée Le Poilu victorieux.

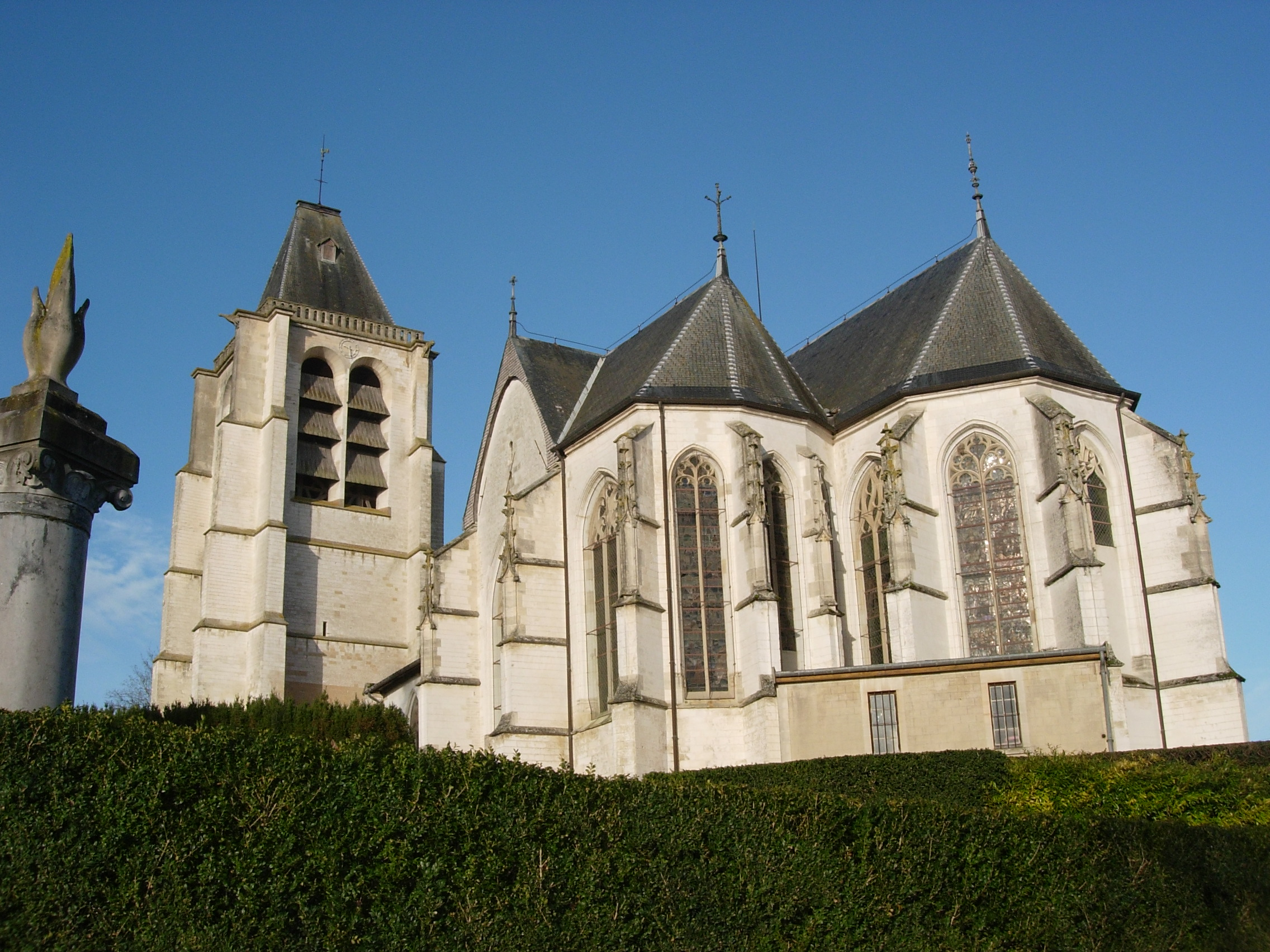
L'église de Chavanges,
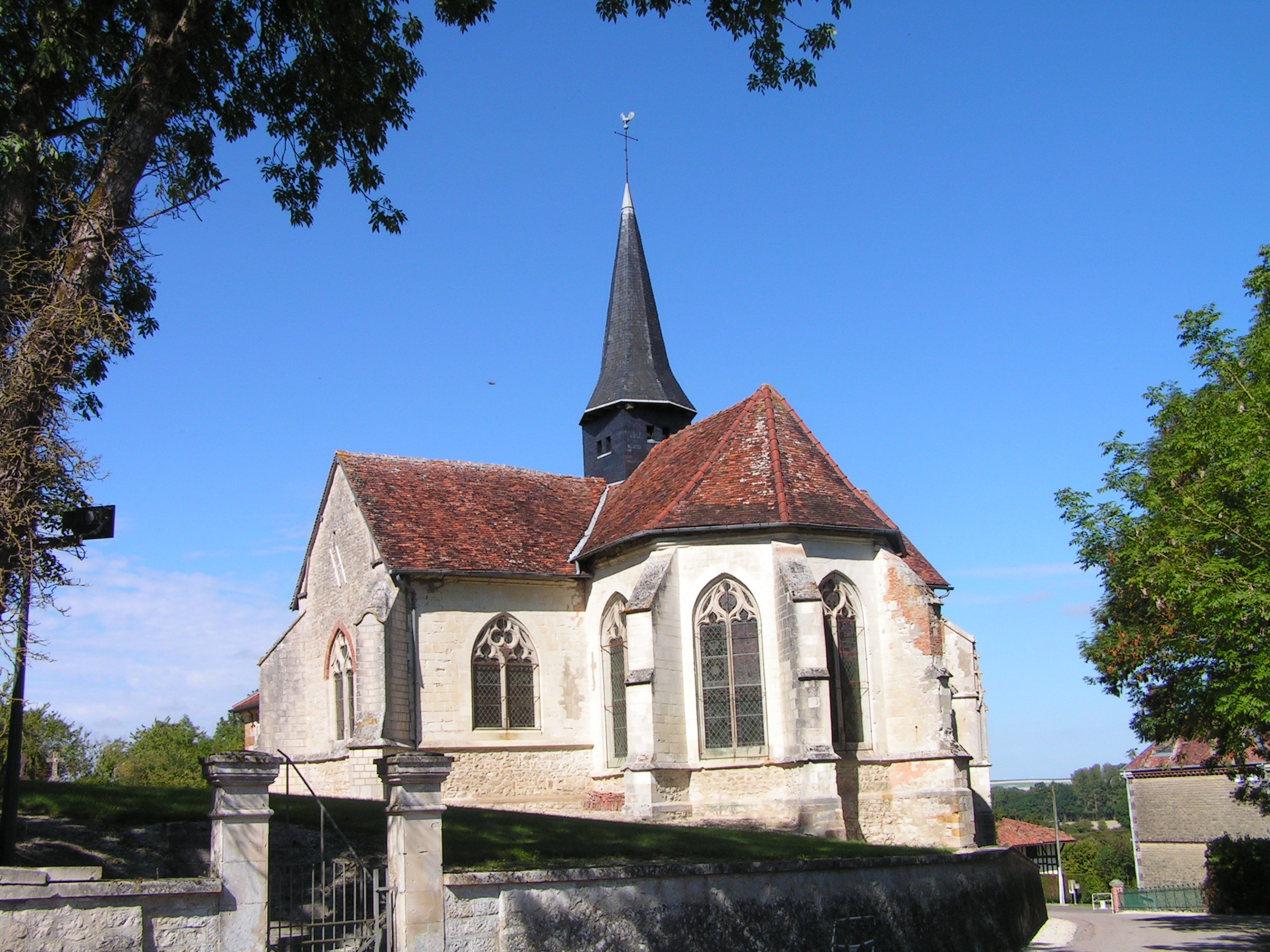
celle de Chassericourt,
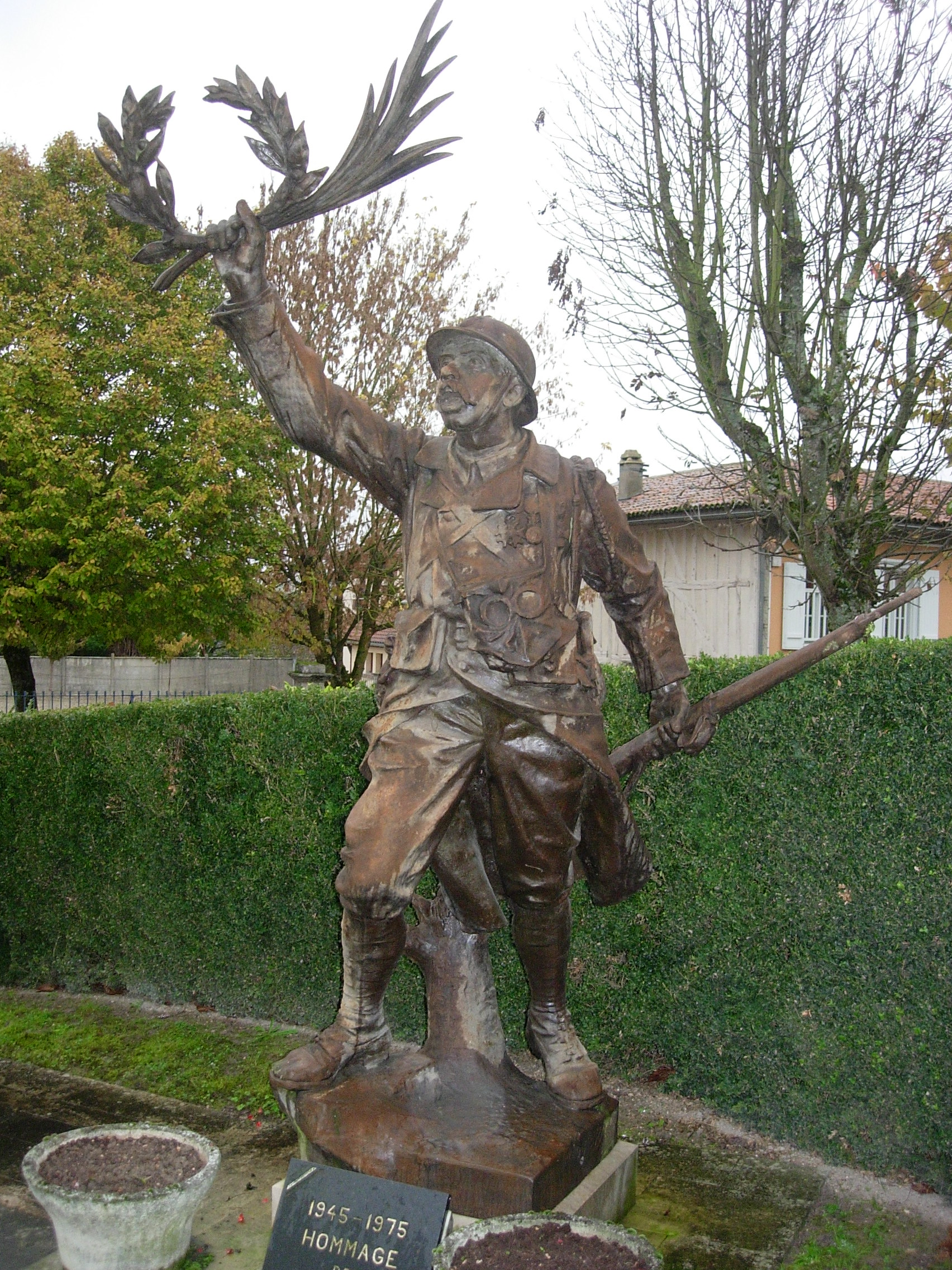
Le monument aux morts,
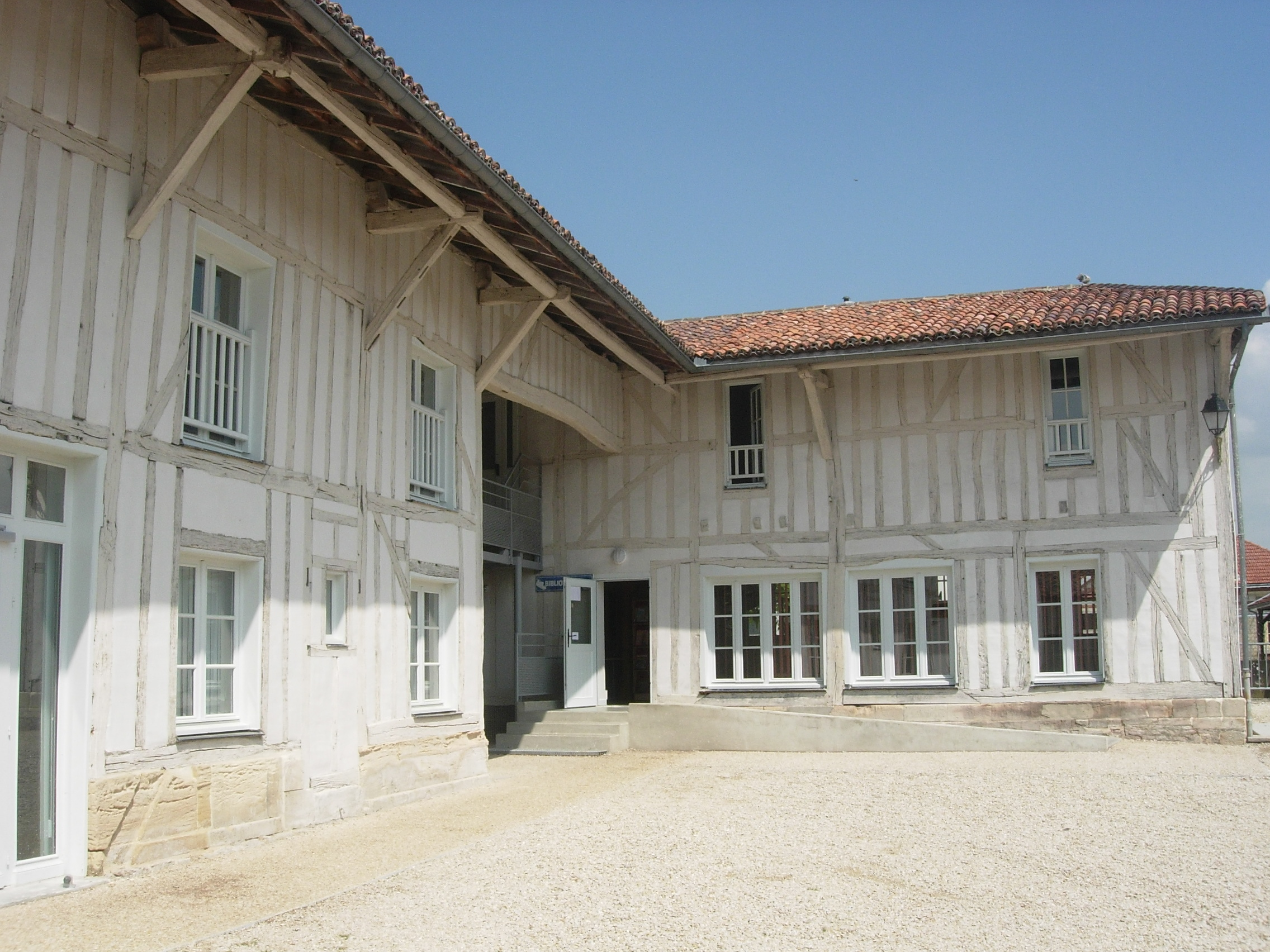
La bibliothèque de Chavanges.
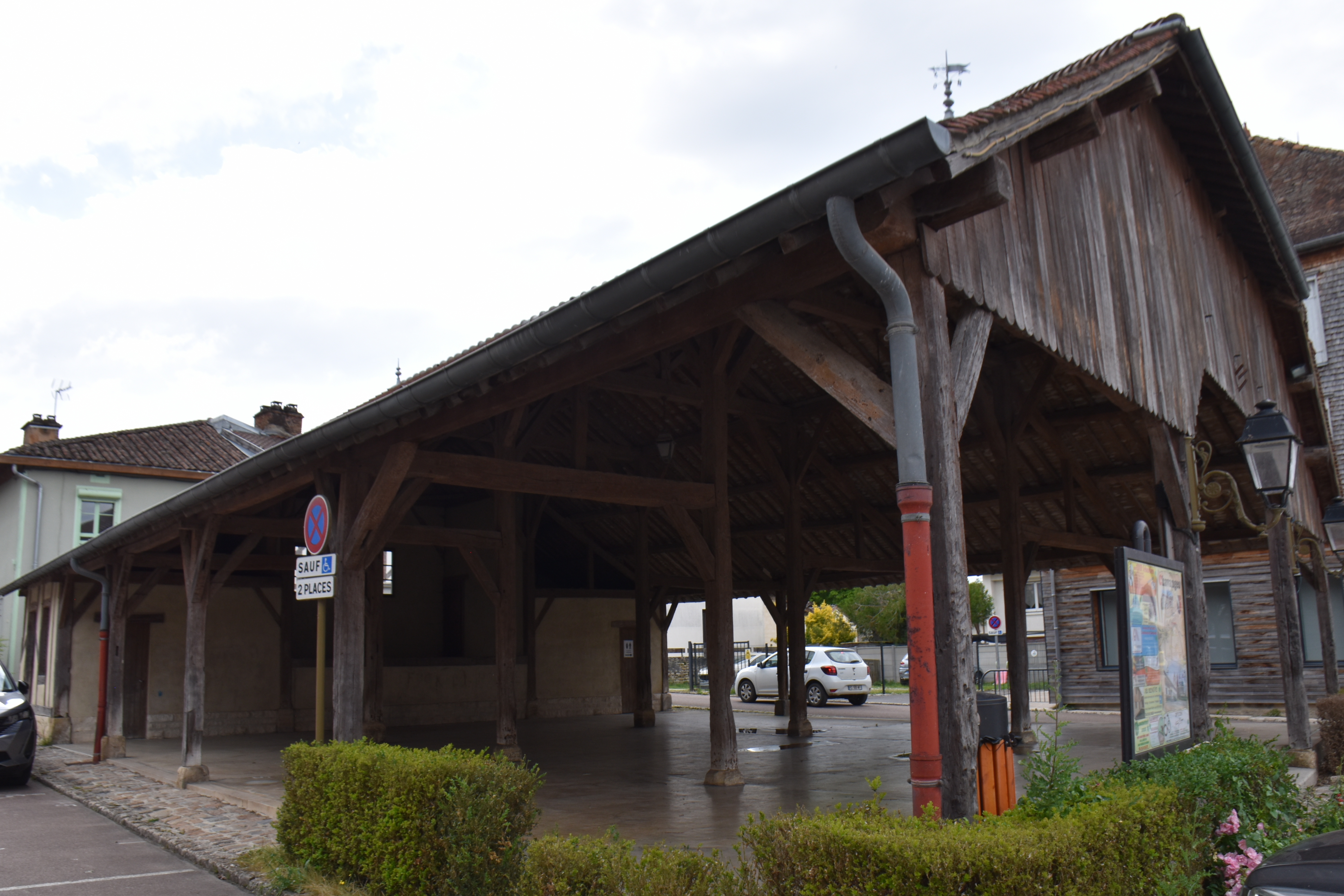
Les halles.

## Économie
- Silo Nouricia.
- La foire aux oignons, se tenant chaque année depuis 1982 en octobre le long de la rue principale. Plus d'une centaine d'exposants viennent y proposer leur production et de la restauration, dont la populaire tarte à l'oignon et d'autres plats à base d'oignons. La vente d'oignons en sac est aussi un achat fréquent sur les étalages de la foire[29],[30]

## Équipements
- La bibliothèque : Située près de l'école, dans un bâtiment à pan de bois restauré, la bibliothèque est ouverte du lundi au samedi. Elle propose des collections de livres, des revues mais aussi des disques et des DVD. Informatisée avec le logiciel Absysnet, elle est en réseau avec la bibliothèque départementale de prêt de l'Aube. Grâce aux services de la navette de cette dernière, il est aussi possible de lire un livre même si celui-ci ne se trouvait pas, au départ, à Chavanges.

## Personnalités liées à la commune
- Paul Guyot, né le 6 janvier 1834 à Chavanges (Aube) et mort le 13 décembre 1909 à Vitry-le-François (Marne), homme politique.
- Bernard Noël (1924-1970), comédien, est décédé et enterré à Chavanges.
- Gisèle Bienne, née à Chavanges, écrivain.
- Il y avait, du XIIIe au XVIe siècle des seigneurs et écuyers portant le nom de Chavanges mais pas de fief de ce nom, ils possédaient des droits à la Brau.
- Chavanges était une dépendance de la seigneurie de Châtelier (terres de Chassericourt). Raoul de Thourotte en 1274, seigneur de Chatelier ; Jeanne de Saint-Chéron en 1375 ; Guillaume II de Hangest en 1495.

## Héraldique
| Blason de Chavanges | Blason  | De gueules à l'escarboucle fleurdelysée et pommetée d'or accompagnée de trois gerbes de blé du même, liées d'azur. |
| Blason de Chavanges | Détails | Le statut officiel du blason reste à déterminer.                                                                   |